# اصطدام سيارة

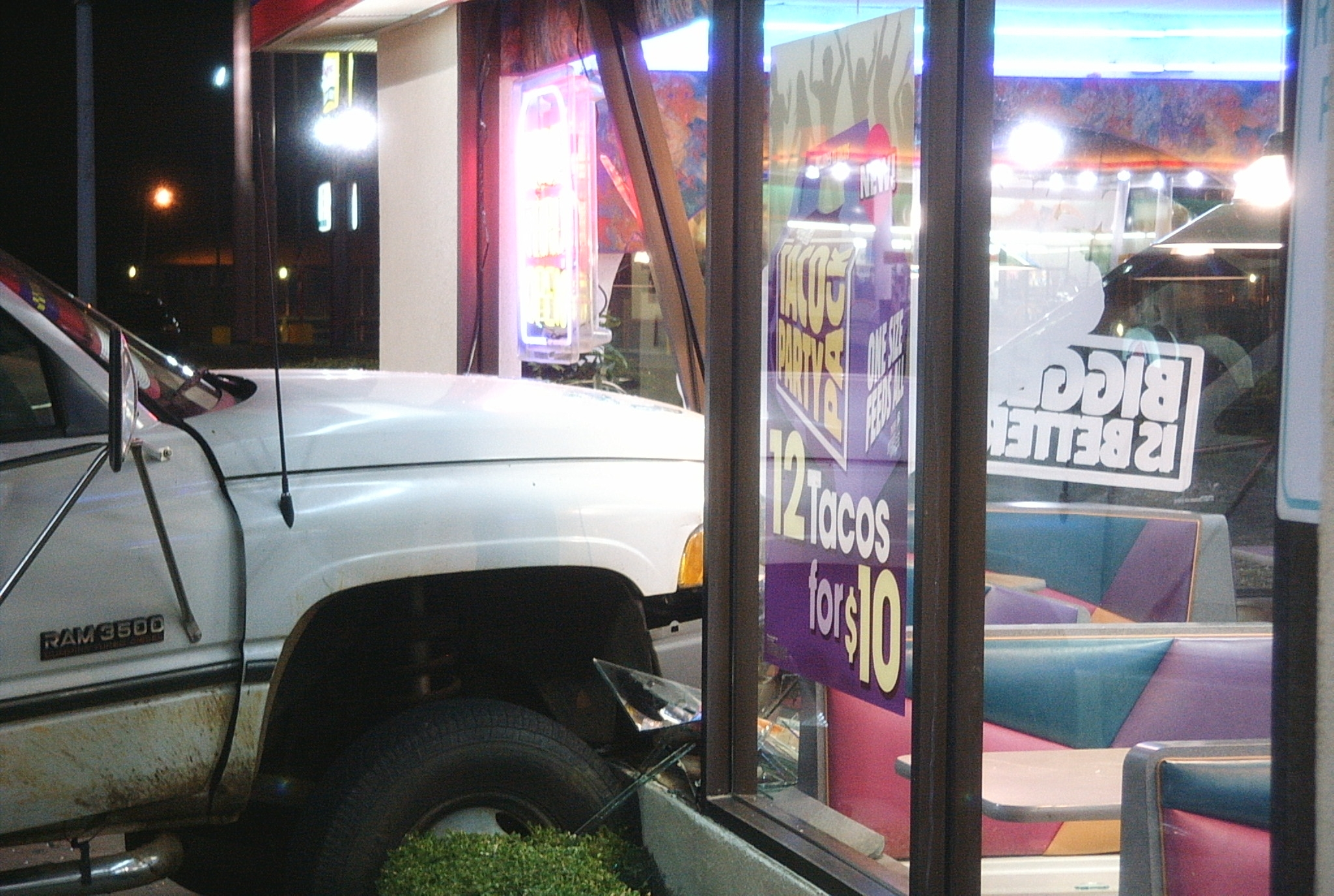
دودج رام محشورة في واجهة محل في خريف عام 2010

اصطدام السيارة الواحدة (بالإنجليزية: Single-vehicle crash)‏ أو حادث المركبة الواحدة هو نوع من التصادم المروري الذي لا تشارك فيه سوى مركبة واحدة. تشمل هذه الفئة تصادمات متواصلة على الطرق الوعرة، وتصادمات مع الصخور المتساقطة أو الحطام في الطريق، وحوادث الانقلاب داخل الطريق، والتصادمات مع الحيوانات.